# Hotspot (økologi)
 For alternative betydninger, se Hotspot. (Se også artikler, som begynder med Hotspot)
Et biologisk hotspot er en biogeografisk region med et betydningsfuldt reservoir af biodiversitet, som trues af menneskers aktiviteter.
Begrebet biologisk hotspot blev udmøntet af Norman Myers i to artikler i tidsskriftet The Environmentalist, 1988 og 1990). Betegnelsen blev revideret efter en grundig analyse, foretaget af Myers m.fl. i Hotspots: Earth’s Biologically Richest and Most Endangered Terrestrial Ecoregions.
For at en region kan betegnes som et biologisk hotspot og dermed optages på Myers udgave af hotspotkortet fra 2000, må den opfylde to strenge krav: Mindst 0,5% eller 1.500 stedets karplanter skal være endemiske, og det må have tabt mindst 70% af den oprindelige vegetation. I verden som helhed er der mindst 25 områder, der opfylder kravene efter denne definition, og ni andre, som muligvis gør det. Disse egne rummer næsten 60% af verdens plante-, fugle-, pattedyr-, krybdyr-, og paddearter, hvoraf en meget høj andel er endemiske.
|                              | Antal arter | Endemiske arter | % endemisme |
| Tropiske Andesbjerge         | 3.389       | 1.567           | 46,24 %     |
| Atlantiske skove (Brasilien) | 1.361       | 567             | 41,66 %     |
| Californiens floraprovins    | 584         | 71              | 12,16 %     |
| Kaplandets floraprovins      | 562         | 53              | 9,43 %      |
| Middelhavsområdet            | 770         | 235             | 30,52 %     |
| Kaukasus                     | 632         | 59              | 9,34 %      |
| Syd- og Centralkina          | 1.141       | 178             | 15,60 %     |
| New Zealand                  | 217         | 136             | 62,67 %     |
| Oceanien                     | 342         | 223             | 65,20 %     |

| I tabellen ovenfor ses det, hvordan isolation betyder højere %-del af endemiske arter (New Zealand, Oceanien), mens refugieområder betyder højere totalt artsantal (Andesbjergene, Syd- og Centralkina). Tabellen er lavet på basis af Norman Myers, Russell A. Mittermeier, Cristina G. Mittermeier, Gustavo A. B. da Fonseca og Jennifer Kent: Biodiversity hotspots for conservation priorities i Nature, 2000, 403 side 853-858. Se artiklen her Arkiveret 19. april 2014 hos Wayback Machine |

## Fredningsinitiativer for hotspots
Kun en lille procentdel af det samlede landområde inden for de biologiske hotspots er beskyttede på nuværende tidspunkt (2011). Flere internationale organisationer arbejder via forskellige kanaler på at få fredet de biologiske hotspots.
- Critical Ecosystem Partnership Fund (CEPF) er et globalt program, som skaffer midler og teknisk bistand til NGO'er og andre samarbejdspartnere i den private sektor, så de kan beskytte biologiske hotspots. CEPF har støttet flere end 1.000 private foreninger, der arbejder lokalt med at frede hotspots i Afrika, Asien og Latinamerika. CEPF er et samarbejde mellem Global Environment Facility, John D. and Catherine T. MacArthur Foundation, Agence Française de Développement, det japanske finansministerium, Conservation International og Verdensbanken.[5]

- Conservation International (CI) gør brug af nye opdagelser inden for videnskab, økonomi, politik og borgerdeltagelse for at beskytte Jordens rigeste regioner med høj diversitet blandt planter og dyr: biologiske hotspots, vildnisområder med høj diversitet og vigtige havområder. CI arbejder i mere end 40 lande på 4 kontinenter, men med hovedkvarter nær Washington, D.C., USA.[6]

- WWF Verdensnaturfonden (WWF) har udviklet en klassificering, som hedder Global 200 Ecoregions, hvis mål det er at udvælge de vigtigste økoregioner, som har behov for at blive fredet, i hver af de 14 habitattyper på landjorden, de 3 i ferskvand og de 4 i havet. De er blevet udvalgt på grund af deres artsrigdom, endemismer, usædvanlige økologiske eller udviklingsmæssige fænomener og deres sjældenhed i globalt perspektiv. Alle biologiske hotspots rummer mindst én Global 200 økoregion.

- BirdLife International (BI) har udpeget 218 endemiske fugleområder, som hver især rummer to eller flere fuglearter, der ikke findes noget andet sted. BI har optegnet flere end 11.000 vigtige fugleområder i verden som helhed[7].

- Plantlife samordner på tilsvarende måde de projekter over hele verden, som forsøger at udpege vigtige planteområder.[8].

- Alliance for Zero Extinction er en paraplyorganisation for et stort antal videnskabelige organisationer og fredningsforkæmpere, som samarbejder om at skabe opmærksomhed, rettet mod de mest truede, endemiske arter i verden. De har peget på 595 steder, heriblandt en stor del af BIs vigtige fugleområder.

- The National Geographic Society har lavet et Verdenskort over hotspots og samlet data angående biologiske hotspots herunder detaljer om de truede dyrearter i hvert enkelt hotspot. Materialerne kan fås hos Conservation International.[9]

Alle disse initiativer bygger på videnskabelige kriterier, og de opstiller kvantitative tærskelværdier.

## Biologiske hotspots for hver region
Nord- og Mellemamerika
- Californiens floraprovins
- Karibiske øer
- Sierra Madres fyrre-egeskove
- Mellemamerika

Sydamerika
- Atlantiske skove
- Cerrado
- Valdiviske tempererede regnskove
- Tumbes-Chocó-Magdalena
- Tropiske Andesbjerge

Europa og Sydvestasien
- Kaukasus
- Iransk-anatolisk floraprovins
- Middelhavsområdet

Afrika
- Kaplandets floraprovins
- Østafrikas kystskove
- Østafrikas bjergskove
- Guineas skove i Vestafrika
- Afrikas horn
- Madagaskars økoregion
- Maputaland-Pondoland-Albany
- Karoo med sukkulenter

Sydasien og Centralasien
- Centralasiens bjerge
- Østlige Himalaya
- Indien
- Burma
- Vestlige Ghats
- Sri Lanka

Østasien og Oceanien
- Østmelanesiske øer
- Japan
- Sydvestlige Kinas bjerge
- Ny Kaledonien
- New Zealand
- Filippinerne
- Oceaniens økoregion
- Sydvestaustralien
- Sundaland
- Wallacea

## Kritik af hotspotbegrebet
Selve det, at der er opnået stor opmærksomhed om de biologiske hotspots, har fremkaldt en betydelig kritik. Det fremgår af argumentationen i bl.a. Kareivas og Marviers artikel fra 2003, at de biologiske hotspots:
- Ikke er tilstrækkeligt repræsentative, set i forhold til andre mål for artsrigdom (f.eks. den samlede artsrigdom eller antallet af truede arter).
- Ikke er tilstrækkeligt repræsentative, hvad angår andre biologiske grupper end karplanterne (f.eks. hvirveldyr eller svampe).
- Ikke bidrager til at beskytte hotspots, der har diversitet i mindre målestok.
- Ikke tager højde for ændringer i udnyttelsen af landjorden. De udpegede hotspots repræsenterer regioner, som har oplevet betragtelige tab af habitater, men det betyder ikke, at tabet er en vedvarende proces. Modsat findes der regioner, som er forholdsvist intakte, og som kun har været udsat for svage tab af levesteder, men som nu oplever tab af habitater i rivende tempo (f.eks. Amazonas).
- Ikke beskytter tjenester, der arbejder for økosystemerne.
- Ikke medregner fylogenetisk diversitet.

En serie af artikler fra de senere år har peget på, at forestillingen om biologiske hotspots (og mange andre højt prioriterede regionale områder) ikke forholder sig til omkostningssiden. Formålet med at udpege biologiske hotspots bør ikke være at identificere regioner, som har en høj værdi, hvad angår biodiversitet, men at prioritere forbruget af økonomiske midler. De udpegede regioner omfatter regioner i den udviklede del af verden (f.eks. Californiens floraprovins), sammen med regioner i udviklingslandene (f.eks. Madagaskar). Prisen på jord vil sandsynligvis være meget forskellig fra region til region, men forestillingen om biologiske hotspots tager ikke hensyn til den fredningsmæssige konsekvens af denne forskel.

## Eksterne links
- Nick Engelfried: Peru's Amazon: A Biological Hotspot Threatened by Oil Arkiveret 20. maj 2011 hos  Wayback Machine – en (engelsk)sproget, journalistisk artikel om problemerne ved råstofudvinding.
- Grundig litteraturliste for Middelhavsområdets hotspot
- Lisa L. Manne, Paul H. Williams, Guy F. Midgley, Wilfried Thuiller, Tony Rebelo og Lee Hannah: Spatial and temporal variation in species-area relationships in the Fynbos biological hotspot Arkiveret 20. juni 2010 hos  Wayback Machine – (engelsk)sproget analyse af habitatens betydning i Kaplandets hotspot.
- A-Z of Areas of Biodiversity Importance: Biodiversity Hotspots – (engelsk) anmeldelse af bogen Hotspots Revisited: Earth's Biologically Richest and Most Endangered Terrestrial Ecoregions (se under Litteratur).
- Conservation International: Biodiversity Hotspots project – (engelsk)sproget netsted med et interaktivt kort og beskrivelser af hvert enkelt hotspot.
- African Wild Dog Conservancy: Biodiversity Hotspots Project – et (engelsk)sproget netsted, der er viet til beskyttelsen af de vilde hunde i Afrika.
- Gaurav Moghe (kompilator): Biodiversity hotspots i India Arkiveret 30. januar 2022 hos  Wayback Machine – en (engelsk)sproget sammenskrivning af artikler fra det engelske wikipedia og andre kilder.
- Royal Society: Publishing – skriv biodiversity-hotspots i søgefeltet, og få en guldgrube af (engelsk)e artikler om biologiske hotspots!